# Flarchheim

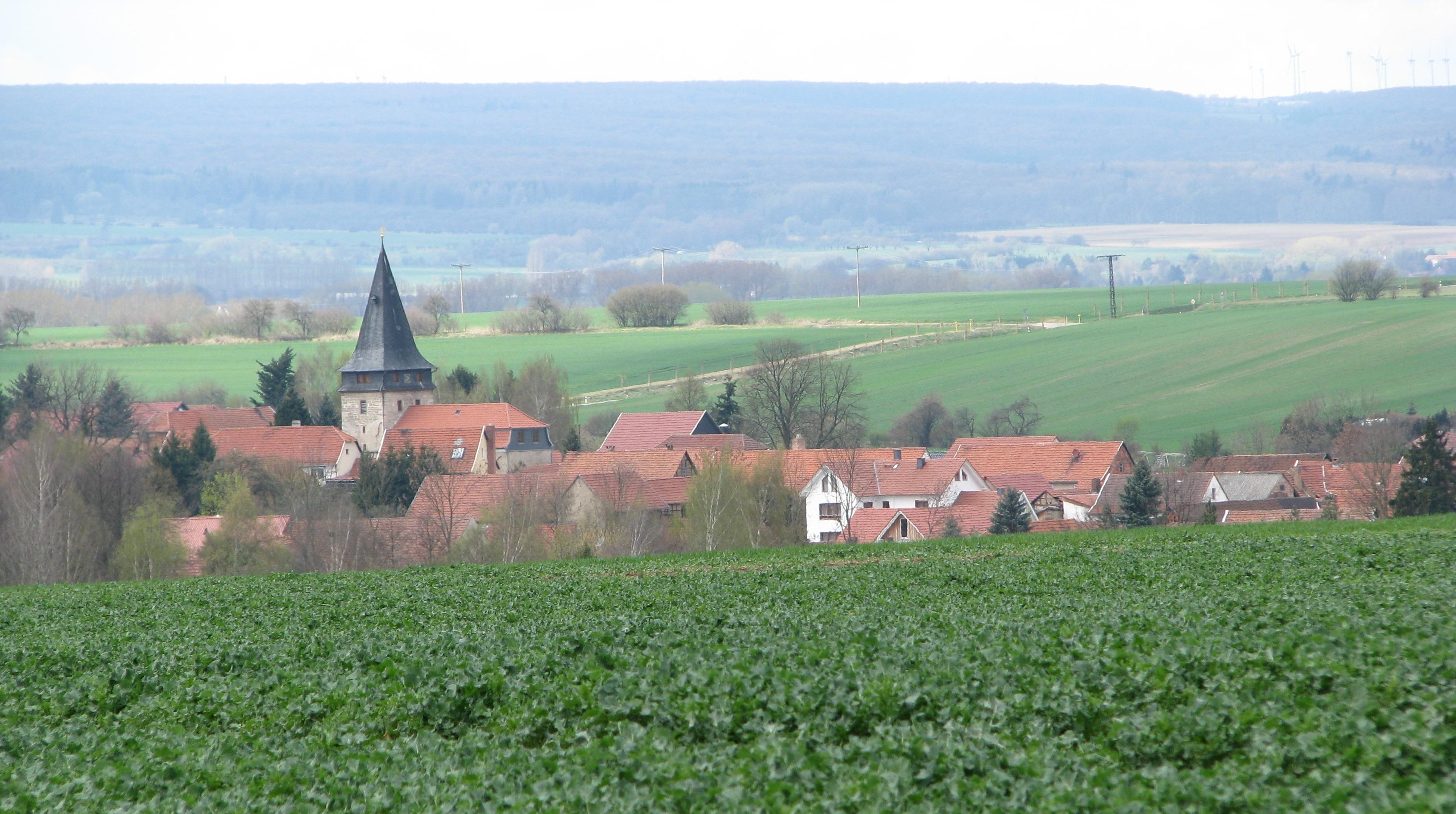
Flarchheim von Südosten; im Hintergrund der Hainich

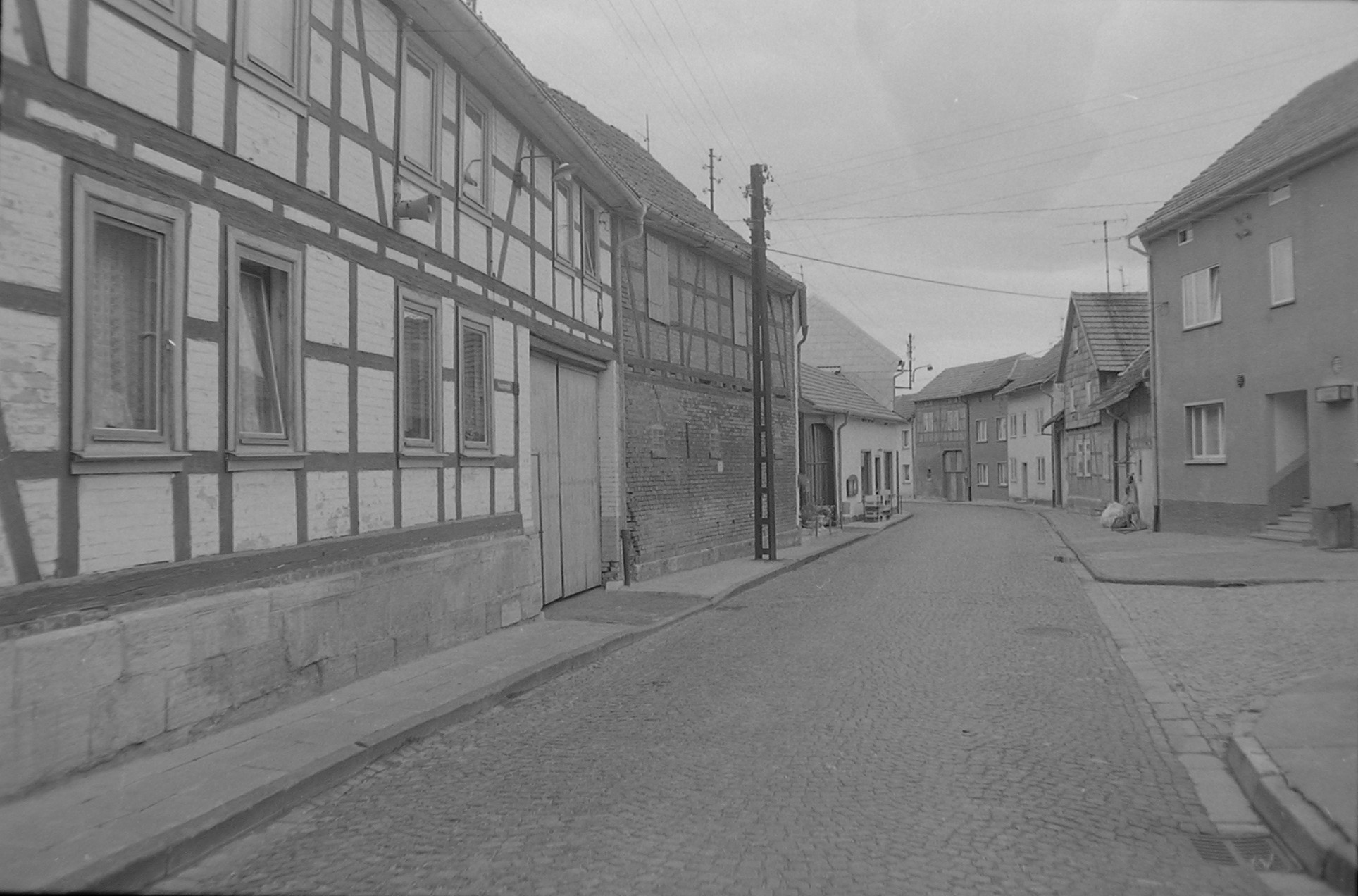
Ortsansicht aus dem Jahr 1989

Historisches Ortssiegel

Flarchheim ist ein Ortsteil der Landgemeinde Unstrut-Hainich im thüringischen Unstrut-Hainich-Kreis.

## Geografie
Der Ort liegt in einer Höhenlage zwischen 200 und 225 m ü. NN am Südostrand des Hainich. Durch den Ort fließt von Südwest nach Nordost der im Hainich entspringende Eichbach, der nach dem Zusammenfluss mit dem Rispelbach unweit östlich des Ortes Suthbach heißt und wenig später rechtsseits in die Unstrut fließt.
Der Ort ist eingebettet in ein sanft gewelltes Hügelland. Der oberflächennahe geologische Untergrund wird von Kalken und Tonen des Keupers gebildet, denen eine Lössschicht aufgelagert ist. Die fruchtbaren Böden im Umkreis werden fast ausschließlich beackert. Im Südwesten hat Flarchheim einen großen Anteil an den Wäldern des Hainich. Die Gemarkung reicht dort bis in eine Höhe von 430 m ü. NN im Flarchheimer Oberholz. Im Norden hat Flarchheim Anteil am Speicher Seebach, dem größten Speichersee im Unstrut-Hainich-Kreis.

## Geschichte

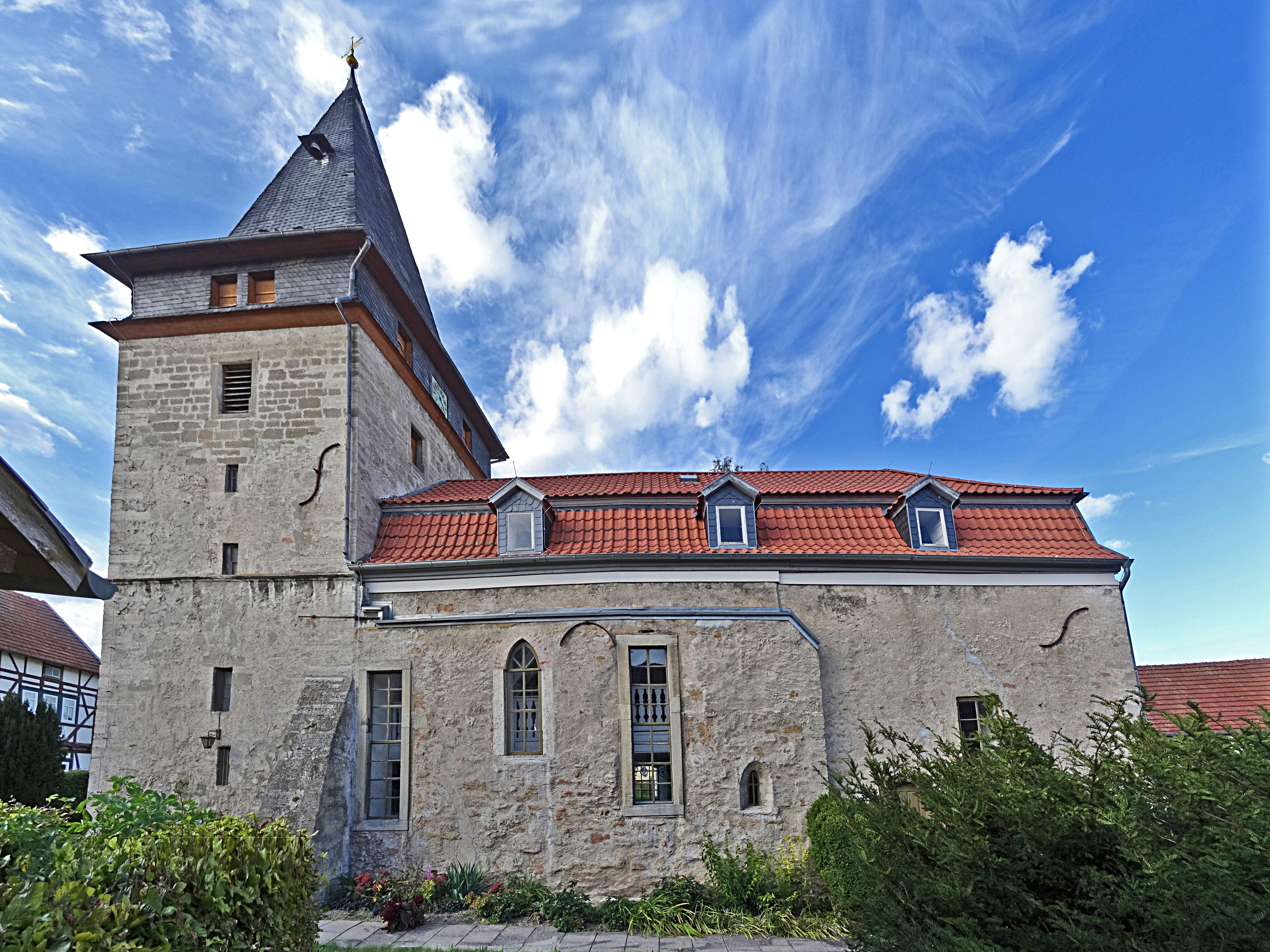
St. Andreas

Die Steinkiste von Flarchheim ist eine 1,55 m Länge und 1,02 m Breite Anlage der Kugelamphorenkultur, die sich heute im Heimatmuseum Mühlhausen befindet.
Die Namenendung -heim deutet auf eine fränkische Gründung hin. Im Jahr 500 wurde der Ort zum Westgau des Thüringischen Königreiches zugehörig und 980 erstmals in einer Urkunde des Klosters Fulda erwähnt.
Am 27. Januar 1080 kam es zur Schlacht bei Flarchheim des Königs Heinrich IV. gegen seinen Gegenkönig Rudolf von Schwaben als eine Folge des Sachsenkrieges.
Der Ort gehörte bis 1815 zum kursächsischen Amt Langensalza und nach seiner Abtretung an Preußen von 1816 bis 1944 zum Landkreis Langensalza in der Provinz Sachsen.
Anfang der 1960er-Jahre musste Flarchheim einen großen Teil seiner Gemarkung im Westen zum Aufbau des Truppenübungsplatzes „Weberstedt“ an die Nationale Volksarmee verkaufen. Die Flächen gehören seit dem 31. Dezember 1997 dem Nationalpark Hainich an. Flarchheim trägt seither den Titel „Nationalparkgemeinde“.
Seit 1993 gehörte Flarchheim zur Verwaltungsgemeinschaft Unstrut-Hainich, deren Mitgliedsgemeinden sich zum 1. Januar 2019 bis auf Schönstedt zur Landgemeinde Unstrut-Hainich zusammenschlossen.

## Politik
Der Rat der Gemeinde Flarchheim bestand aus 6 Ratsfrauen und Ratsherren.
Bei der letzten Gemeinderatswahl in Flarchheim 2014 erfolgte die Wahl der 6 Gemeinderatsmitglieder per Mehrheitswahl. Alle 6 gewählten Gemeindevertreter gehörten, wie bereits 2009, der CDU an. 2004 waren neben 4 Vertretern der CDU noch 2 Kandidaten der Freien Wähler bzw. der Feuerwehr Flarchheim in den Gemeinderat gewählt worden.
Der letzte ehrenamtliche Bürgermeister Dietmar Ohnesorge wurde am 6. Juni 2010 wiedergewählt. Er blieb nach der Bildung der Gemeinde Unstrut-Hainich auch Ortschaftsbürgermeister von Flarchheim.

## Sonstiges
- Das Wahrzeichen Flarchheims war die um 1909 gepflanzte Allee aus Pyramidenpappeln an der Ortsverbindungsstraße nach Oppershausen. Die Pappeln wurden aus Gründen der Verkehrssicherheit 2007 gefällt und 2008 durch eine Allee aus Säuleneichen ersetzt.
- Eine seit dem 14. Jahrhundert ansässige Familie sind die Zenge, heute Zeng[7][8]. Hermann Gutbier beschrieb die Zenge in seinen Arbeiten zu Flarchheim[9] und in seinem Buch "Der Hainich" S. 23[10]. Die Zenge waren zwischen 1502 und 1885 Lehensnehmer in Flarchheim.[11]
- Als Zeugnisse eines oft derben Volkshumors bildeten sich bereits vor Jahrhunderten Besonderheiten des jeweiligen Dorfes charakterisierende Neck- und Spitznamen heraus. Demnach lebten hier im Ort die Flarchheimer Heuochsen.[12]

## Persönlichkeiten
- Abraham Bock (1531–1603), kursächsischer Hofbeamter und Rittergutsbesitzer, erhielt 1565 Anwartschaft auf das Rostsche Gut
- Friedrich Polack (1835–1915), Pädagoge
- Erich Röth (1895–1971), u. a. thüringischer Mundartforscher
- Herbert Ringleben (1912–1999), Ornithologe
- Hans Thilo (* 1924), Ortschronist und Ahnenforscher, seit 2022 Ehrenbürger Flarchheims

## Belege
1. ↑  Zur Geschichte des Kreises Langensalza, Beitrag zur Heimatkunde von H. Schütz, Heft 4 (Thüringer Universitäts- und Landesbibliothek Jena)
2. ↑  Thüringer Gesetz- und Verordnungsblatt Nr. 14/2018 S. 795 ff., aufgerufen am 13. Januar 2019.
3. ↑  Kommunalwahlen in Thüringen 2014. Endgültiges Ergebnis. Flarchheim. Abgerufen am 31. Dezember 2020.
4. ↑  Kommunalwahlen in Thüringen am 6. Juni 2010. Wahlen der Gemeinde- und Stadtratsmitglieder. Vorläufige Ergebnisse. Abgerufen am 6. Juni 2010.
5. ↑  Ortschafts-/Bürgermeister in der Gemeinde Unstrut-Hainich. Abgerufen am 31. Dezember 2020.
6. ↑  Urkunden des Klosters Reinhardsbrunn, Landesarchiv Thüringen – Staatsarchiv Rudolstadt, Hessesche Collectaneen, Nr. 1b Nr. 4, Bd. 1.
7. ↑  Urkunden des Klosters Reinhardsbrunn, Landesarchiv Thüringen – Staatsarchiv Rudolstadt, Hessesche Collectaneen, Nr. 1b Nr. 4, Bd. 1.
8. ↑  Sächsisches Staatsarchiv Dresden, 10001 Ältere Urkunden, 2.3.3.07. Kommenden Mühlhausen
9. ↑  Zur Geschichte des Kreises Langensalza, Sonder-Abdruck Langensalzaer Tageblatt 1936, Heft 4, Flarchheim
10. ↑  Hermann Gutbier, Der Hainich 1894, ISBN 978-3-938997-10-9.
11. ↑  Landesarchiv Sachsen-Anhalt, Zengesche Güter, 1502–1885 in Flarchheim
12. ↑  Rolf  Aulepp: Spitznamen der Orte und ihrer Bewohner im Kreise Mühlhausen. In: Eichsfelder Heimathefte. Bd. 27, Nr. 1, 1987, ISSN 0232-8518, S. 78–83.